# Вулиця Академіка Тамма
Вулиця Академіка Тамма  — вулиця у Фортечному районі міста Кропивницького.

## Географія
Вулиця пролягає від перехрестя вулиць Андріївської, Соборної та Тельнова до перехрестя вулиць Героїв-рятувальників та Героїв України. До вулиці прилягає вулиця Курганна, перетинає вулиця Яновського.

## Історія
До 2016 року разом з вулицею Героїв України утворювала єдину вулицю Героїв Сталінграда. Перейменована з розділенням на дві вулиці внаслідок декомунізації.